# Aaron Preston
Aaron Preston är en analytisk filosof, teolog och filosofiprofessor vid Valparaiso University..
Preston avlade kandidatexamen i filosofi och klassiska studier vid University of Southern California och masterexamen i systematisk teologi vid Edinburghs universitet och senare doktorsexamen i filosofi.
Preston har bland annat arbetat med att historisera den analytiska filosofin. Detta är vad hans mest erkända verk, Analytic Philosophy: The History of an Illusion, handlar om.
Preston intresserar sig även för antik filosofi, moralfilosofi och religionsfilosofi.
Preston har också varit med och redigerat the Internet Encyclopedia of Philosophy, särskilt den analytiska filosofins historia.